# Talmest
Talmest (àrab: تالمست, Tālmast; amazic estàndard marroquí: ⵜⴰⵍⵎⵙⵜ, Talmst) és un municipi de la província d'Essaouira, a la regió de Marràqueix-Safi, al Marroc. Segons el cens de 2014 tenia una població total de 4.328 persones.